# Agostinho Barbieri Cardoso
Agostinho Barbieri de Figueiredo Baptista Cardoso (Lisboa, 1907 — Lisboa, 12 de julho de 1985) foi uma figura proeminente na PIDE e na DGS, durante o período do Estado Novo, e fundador do Exército de Libertação de Portugal, em 1975.

## Biografia
Tendo começado a sua carreira policial como Tenente Miliciano da GNR, ingressaria na PIDE como inspetor a 8 de maio de 1948. Exerceu funções de Subdiretor desta Polícia entre 2 de julho de 1958 e 1961, e, novamente, entre 5 de maio de 1962 e novembro de 1969, tendo mantido este cargo na DGS até 9 de novembro de 1972. Foi promovido, nesta data, a Subdiretor-Geral, cargo que desempenhou até ao fim do regime e consequente abolição da respetiva polícia política. 
É considerado um dos principais dirigentes dos Serviços de Informação e de Investigação da PIDE, sendo reconhecido pelo seu envolvimento na preparação e coordenação da operação que culminaria no assassinato do General Humberto Delgado, um dos principais opositores do Estado Novo no estrangeiro. Foi, inclusive, representado por José Nascimento como uma das personagens do thriller português Operação Outono.
Apesar do seu envolvimento em atos de terrorismo político, Barbieri Cardoso nunca foi extraditado no pós-25 de Abril, tendo regressado, voluntariamente, a Portugal em novembro de 1981. Permaneceu em Lisboa, em liberdade condicional, até à sua morte, em 1985, com 78 anos de idade.